# 薩德基 (利維夫州)
49°24′14″N 24°21′45″E / 49.40389°N 24.36250°E
薩德基（羅馬化：Sadky）是烏克蘭西部利維夫州斯特雷區霍多里夫市鎮的村莊。該村面積0.49平方公里，海拔高度268米，人口270，人口密度每平方公里618.37人。